# Káto Póros
Káto Póros, en grec moderne : Κάτω Πόρος, est un village du dème de Réthymnon, en Crète, en Grèce. Selon le recensement de 2011, la population de Káto Póros compte 53 habitants. Le village est situé à une altitude de 260 m et à 22,5 km de Réthymnon.

## Recensements de la population
| Recensements | 1900 | 1920 | 1928 | 1940 | 1951 | 1961 | 1971 | 1981 | 1991 | 2001 | 2011 |
| ------------ | ---- | ---- | ---- | ---- | ---- | ---- | ---- | ---- | ---- | ---- | ---- |
| Population   | 120  | 113  | 118  | 157  | 137  | 117  | 89   | 87   | 70   | 68   | 53   |